# Oreste Baratieri
Oreste Baratieri (Condino, 13 november 1841 – Sterzing, 7 augustus 1901) was een Italiaans generaal en gouverneur van Eritrea. Hij was de commandant van het Italiaanse koloniale leger tijdens de Eerste Italiaans-Ethiopische Oorlog.

## Levensloop
Baratieri begon zijn militaire carrière bij de Roodhemden van Giuseppe Garibaldi in de jaren 60 van de 19e eeuw. In 1891 werd hij commandant van het Italiaanse koloniale leger en twee jaar later werd hij benoemd tot gouverneur van Eritrea
Baratieri is vooral bekend als de commandant van het Italiaanse leger tijdens de Eerste Italiaans-Ethiopische Oorlog, waarin zijn kleine leger door de Ethiopiërs vernietigend werd verslagen in de Slag bij Adwa. Na vele militaire blunders trok Baratieri zijn leger terug en bleef Ethiopië vrij van Italiaanse kolonisatie.
Het verlies van Adwa was een vernedering voor het Italiaanse koninkrijk. Baratieri werd voor de krijgsraad gedaagd, maar vrijgesproken. Hij ging met pensioen in Tirol, waar hij in 1901 overleed.

## Onderscheidingen
- Ridder in de Orde van Sint-Mauritius en Sint-Lazarus
- Grootofficier in de Orde van de Italiaanse Kroon
- Commandeur in de Militaire Orde van Savoye op 27 november 1894[2]
- Zilveren medaille voor Dapperheid
- Medaglia commemorativa delle campagne d'Africa
- Medaglia commemorativa dei Mille di Marsala
- Medaglia commemorativa delle campagne delle Guerre d'Indipendenza
- Medaglia commemorativa dell'Unità d'Italia
- Commandeur in de Orde van de Glorie
- Legioen van Eer